# Тулово
Тулово е село в Южна България. То се намира в община Мъглиж, област Стара Загора и е третото по големина населено място в общината след Мъглиж и Ягода.

## География
Тулово е разположено в Казанлъшката котловина. Средната температура на въздуха през месец януари е между -2 и 0, а през юли – около 24 °С. През лятото Тулово е известно с много горещия си ден, но и с прохладната си нощ. Средното количество на валежите през януари е около 125 мм, а през юли – 150 мм. В селото и в района му могат да се срещнат следните животни: заек, щъркел, кълвач, невестулка, белка, златка, яребица, лястовица, славей, катерица, лалугер и лисица. В района на селото се срещат и следните дървета: липа, плачеща върба, синя слива, джанка, вековен дъб, бук, бреза, габър, топола, бор и смърч. Почвите в Тулово са канелени горски и алувиални.
Селото има развито овцевъдство и кравевъдство. Тулово е важна разпределителна гара на железопътните линии София–Карлово-Бургас (подбалканска железопътна линия) и Русе-Горна Оряховица–Стара Загора–Подкова(презбалканската железопътна линия). Гарата се обслужва от едно работещо билетно гише, с работно време от 07:50 до 19:50ч.

## История
Тулово е древно селище. В землището на селото са намерени следи от различни култури. В района на автогарата е проучвана голяма могила, материалите от която са в Исторически музей „Искра“ в гр. Казанлък. Намерените погребения на хора в нея са датирани към Античността.
В миналото се е смятало, че Тулово е идентично с името Тиле – столица на келтското царство на Балканския полуостров през III век пр.н.е., което просъществувало близо 60 години. Тази хипотеза е популяризирана в края на XIX век от чешкия изследовател Константин Иречек. Съвременната наука отдавна е отхвърлила тази хипотеза, тъй като тя не се базира на никакви доказателства и не отговаря на истината. Повечето историци, както български така и чуждестранни смятат, че въпросният град/столица Тиле се е намирал на съвсем друго място, някъде в Източна или Югоизточна България. По този въпрос през 2010 година в гр. София е проведена международна научна конференция. По тази тема в следващите години излизат и допълнителни изследвания.
В Тулово днес има представители на старите родове Бечаолу и Перелу. Много туловци вземат участие в двете Световни войни, както и в Мъглижкото въстание.

## Религия
В Тулово се изповядва православно християнство. На територията на селото има православна църква.

## Забележителности
Край с. Тулово е оцеляла вековна дъбова гора – природната забележителност „Туловска кория“, която през 2002 г. е прекатегоризирана в защитена местност с наименование „Туловска кория“. През центъра на селото минава Туловска река. Тя протича в покрайнините на Туловския парк, известен с вековните си екземпляри от плачеща върба.

## Редовни събития
- Атанасовден – празничен водосвет и света литургия за здраве
- Бъдни вечер – коледари
- Лазаровден – лазарки

## Личности свързани с Тулово
- Васил Богданов Василев – Роден на 24 април 1921 г. в град Бургас, но е израснал в Тулово. Участва като доброволец във Втората световна война. От 1962 г. е окръжен началник на МВР на Старозагорския окръг. Изпълнява длъжността до края на 1970 г. Умира на 28 юни 1986 г. в Тулово, на 65-годишна възраст.
- д-р Марин Христов Рачев – Завършил ветеринарна медицина в Софийския университет. След дипломирането си отива да живее в село Тулово. Той е родом от град Казанлък. Работи като ветеринарен лекар в селото и цялата община Мъглиж. Марин Рачев умира на 70 години в село Тулово.
- Доктор Костадин Петров Поборников – Роден на 15 април 1918 г. в село Тулово. Участва като доброволец във Втората световна война в 23 шипченски пехотен полк. След войната завършва хуманна медицина в Софийския университет, Създател и началник на военна болница гр. Ст. Загора. Работи като такъв до пенсионирането си. Полковник доктор Костадин Петров Поборников умира на 12 август 1983 г., на 65-годишна възраст.
- Румен Дунев – Български рали състезател и многократен шампион.
- Йоан Богданов - Роден на 21 май 1990 г.Спортен журналист във вестник „168 часа“ и дългогодишен футболен анализатор в десетки медии.Йоан Богданов участва и в различни телевизионни продукции като артист.Като лице на НОВА ТВ участва в     първия риалити сериал в България  „София – ден и нощ“ , а през 2022 г. е част от водещите на предаването „Съдебен спор“ в ролята на “Пристав Богданов”.Той е внук на бившия окръжен началник на  [МВР]] на Старозагорския окръг Васил Богданов Василев, който също е от Тулово.

## Образование
В Тулово има основно училище, читалище и детска градина. Старата сграда на училището е съборена и от 2002 г. туловските ученици учат в едно ново красиво и модерно училище.

## Спорт
През годините туловци са имали свой футболен отбор, а именно Локомотив Тулово. Отборът е играел срещите си на стадион „Локомотив“, който се намира в покрайнините на селото. Стадионът разполага с една трибуна за зрители – Сектор А. През 2006 г. отборите на Локомотив Тулово и Ягода се обединяват под името Тунджа 2006 и днес отборът играе мачовете си на стадиона в Ягода. През 2015 г. е открит нов спортен комплекс, който носи старото име „Локомотив“. Сформиран е отново футболен отбор с традиционното си име Локомотив Тулово.

## Други
На Тулово е наречена улица в Центъра на София (Карта).